# Greuel (Remscheid)
Greuel ist ein Wohnplatz im Südosten der bergischen Großstadt Remscheid in Nordrhein-Westfalen.

## Lage und Beschreibung
Greuel liegt im statistischen Stadtteil Grenzwall des Stadtbezirks Lennep an dem heutigen Tenter Weg südlich der Bundesstraße 229 und des Lenneper Kernorts. Weitere Nachbarorte sind die Wohnplätze und Hofschaften Trecknase, Am Grenzwall, Neuenweg, Jägerhaus, Lehmkuhle, Birgden II und Rotzkotten.
Die Trasse der stillgelegten Bahnstrecke Wuppertal-Oberbarmen–Opladen ("Balkanexpress") führt an dem Ort vorbei. In den 1960er Jahren wurden die letzten Wohngebäude im Ort abgetragen, um Platz für das Gewerbegebiet Tenter Weg zu schaffen. An Stelle des Siedlungskern befinden sich heute Werksgebäude und deren Zufahrt.

## Geschichte
1815/16 lebten 32 Einwohner im Ort. 1832 war Greuel Teil der altbergischen Landgemeinde Fünfzehnhöfe, die der Bürgermeisterei Wermelskirchen angehörte. Der laut der Statistik und Topographie des Regierungsbezirks Düsseldorf als Tagelöhnerwohnung bezeichnete Ort besaß zu dieser Zeit zwei Wohnhäuser und zwei landwirtschaftliche Gebäude. Zu dieser Zeit lebten 29 Einwohner im Ort, davon zwei katholischen und 27 evangelischen Glaubens.
Im Gemeindelexikon für die Provinz Rheinland werden für das Jahr 1885 drei Wohnhäuser mit 24 Einwohnern angegeben. Der Ort gehörte zu dieser Zeit zur  Bürgermeisterei Fünfzehnhöfe innerhalb des Kreises Lennep. 1895 besitzt der Ort drei Wohnhäuser mit 20 Einwohnern, 1905 vier Wohnhäuser und 56 Einwohner. 1906 wurde die Bürgermeisterei Fünfzehnhöfe mit Greuel in die Stadt Lennep eingemeindet, die 1929 ihrerseits in Remscheid eingemeindet wurde. 
Am Wohnplatz führte im Mittelalter und der frühen Neuzeit die Trasse des Heerwegs Köln–Dortmund vorbei.